# Hazel Marie Losh
Hazel Marie Losh (* 25. August 1898 in Blanchester, Ohio, USA; † 5. Oktober 1978 in Ann Arbor, Washtenaw County, Michigan) war eine US-amerikanische Astronomin und Hochschullehrerin. Sie war die erste Professorin für Astronomie an der University of Michigan.

## Leben und Werk
Losh war die Tochter von Mary Frances Homan Losh und Arthur Willis Losh. 1920 schloss sie ihr Studium an der Ohio Wesleyan University in Delaware, Ohio, mit Auszeichnung ab und studierte anschließend an der University of Michigan (UM). Dort erwarb sie einen Bachelor of Arts und promovierte 1924 in Astronomie bei dem Direktor des Detroit Observatory, Ralph Hamilton Curtiss, mit der Dissertation: A Study of the Spectrum of Zeta Tauri. Während ihres Studiums war sie Mitglied von Sigma Xi, dem Women’s Research Club, und von Phi Beta Kappa.
Sie lehrte ein Jahr lang am Smith College und forschte von 1926 bis 1927 als wissenschaftliche Mitarbeiterin am Mount-Wilson-Observatorium. Danach kehrte sie 1928 als Instruktorin für Astronomie an die University of Michigan zurück und wurde das erste weibliche Mitglied der Abteilung für Astronomie. Die University of Michigan war viele Jahre die einzige große amerikanische Forschungsuniversität mit zwei Professorinnen für Astronomie: Helen Dodson Prince und Hazel Marie Losh.
Zu Beginn des Zweiten Weltkriegs entschied Losh, sich auf die grundständige Lehre zu konzentrieren. Sie unterrichtete fast 50.000 Studenten während ihrer 41-jährigen Lehrtätigkeit an der University of Michigan. Sie unterrichtete unter anderen die American-Football Spieler Tom Harmon und Ron Kramer, sowie den Baseballprofi Bill Freehan und den Basketballspieler Cazzie Russell. Sie ging 1968 als emeritierte Professorin in den Ruhestand, unterrichtete weiterhin Public lectures, machte eine monatliche Radiosendung über Astronomie und besuchte weiterhin alle Hockey-, Basketball- und Football Heimspiele.

## Doc Losh im Hochschulsport der University of Michigan
Losh war aufgrund ihres großen Interesses und ihrer Vorliebe für den Hochschulsport besonders beliebt bei den Footballspielern der Universität. Für ihre leidenschaftliche Hingabe an den Sport wurde ihr 1966 von den UM-Bruderschaften der Titel Homecoming Queen for Life verliehen. 1927 erlebte sie das erste Footballspiel im Michigan Stadium gegen ihre Alma Mater Ohio Wesleyan University und sie besuchte noch eine Woche vor ihrem Tod die Hochschulspiele. Bei diesem letzten Spiel gegen die Duke University wurde sie von dem Chirurgen der University of Michigan im Rollstuhl auf das Spielfeld eskortiert.
Losh starb im Alter von 80 Jahren im John Knox Medical Center von Ann Arbor.
1978 verkündete der Stadtrat von Ann Arbor, dass ihr Geburtstag am 28. August als Doc Losh Day in the City of Ann Arbor gefeiert wird.

## Veröffentlichungen (Auswahl)
- mit Robert Methven Petrie: A Laboratory Manual of Astronomy. Ann Arbor, Mich.: G. Wahr, 1934.
- Solar Tides and Sun-spots. Publications of the Astronomical Society of the Pacific, Vol. 39, No. 230, S. 228.[4]
- Solar Tides and Sun-Spots. Publications of the Astronomical Society of the Pacific, Vol. 39, No. 230, 1927, S. 228–231.